# RFC 리에주
RFC 리에주(RFC Liège)는 리에주를 연고지로 하고 있는 벨기에의 프로 축구단이다.
리에주는 1995년에 유럽 축구 역사에 획기적인 판결이 내려지게 되는 원인을 제공하게 되었는데, 장 마르크 보스만의 계약이 만료된 후 방출을 거부한 것이 보스만 판결로 이어지며 유럽 축구의 구조에 큰 변화를 일으켰다.

## 선수 명단

### 현역
- 레노 빌모츠(2023 ~ )
- 케빈 디바티(2019 ~ )
- 라이언 딜런 멀렌
- 제레미 리오카
- 야닉 롬바(2022 ~ )

## 역대 감독
| 감독                      | 임기        |
| ------------------------- | ----------- |
| 미샤 파비치               | 1969 ~ 1971 |
| 로베르 와세주             | 1983 ~ 1992 |
| 알렉상드르 체르니아틴스키 | 2016        |